# Hans Wilhelm Hagen
Otto Emil Hans Wilhelm Hagen (* 9. Mai 1907 in Markirch, Oberelsass, Deutsches Reich; † 2. April 1969 in München) war ein deutscher Journalist, Kunsthistoriker und Kulturfunktionär der NSDAP.

## Akademische Laufbahn
Seine Eltern waren aus Brandenburg in das Reichsland Elsaß-Lothringen eingewandert. Im Jahre 1919 musste die Familie nach Freising umsiedeln, da das Elsass nach dem verlorenen Ersten Weltkrieg französisch wurde. Dort besuchte er das Humanistische Gymnasium und anschließend das Gymnasium in Zürich.
Danach begann er ein Studium der deutschen Literaturwissenschaft, der Philosophie, Musik- und Kunstwissenschaften in Zürich, Berlin und Greifswald. In Zürich gehörte er seit 1926 der Burschenschaft Teutonia Zürich und in Berlin seit 1929 der Berliner Burschenschaft Teutonia an. Er wurde 1931 über das Thema „Rilkes Umarbeitungen, ein Beitrag zur Psychologie seines dichterischen Schaffens“ zum Dr. phil. an der Universität Greifswald promoviert.
1932–1935 übernahm er das Seniorat im Germanistischen Seminar der Universität Greifswald unter Professor Wolfgang Stammler. In dieser Zeit bemühte sich Hagen vergeblich um seine Habilitation. Angeblich hatte sich Hagen über den Index Romanus geäußert, womit er bei einem katholischen Professor nicht mehr akzeptiert wurde.

## Politische und berufliche Laufbahn bis 1945
Hagen trat im Juni 1933 der SA bei. Während der Greifswalder Bücherverbrennung und der dortigen „Aktion für den deutschen Geist“ fungierte er im Auftrag des NSDStB als „Fachberater“ der Aktion.
Ab 1934 war er als ehrenamtlicher Lektor im Amt für Schrifttumspflege tätig, welches eine Dienststelle von Alfred Rosenberg war. Dienstlich gehörte er zum Stab des Führers des SA-Sturmbanns III/49. Nebenbei begann er als Schriftsteller zu arbeiten und schrieb Artikel für die Wochenzeitung Das Reich und den Völkischen Beobachter.
Von 1935 bis 1937 nahm er eine Position als Lektor beim Deutschen Lichtbilddienst an, wo kulturpolitische Reihen produziert wurden. Am 2. Juli 1937 beantragte er die Aufnahme in die NSDAP und wurde rückwirkend zum 1. Mai desselben Jahres aufgenommen (Mitgliedsnummer 4.158.225). Ab 1937 betätigte er sich als Leiter der kulturpolitischen Abteilung der Parteiamtlichen Prüfungskommission (PKK) der NSDAP. Im Jahre 1939 betätigte er sich auch als Redakteur für Kultur bei der Berliner Börsenzeitung.
Im Zweiten Weltkrieg kämpfte Hagen von 1939 bis 1941 als Sturmpionier, wobei er in Frankreich schwer verwundet wurde. 1941 wurde er auf Wunsch von Joseph Goebbels Berater des Hauptschriftleiters von Das Reich. Hagen griff den Schriftsteller Eberhard Wolfgang Möller 1941 in der Zeitschrift Weltliteratur wegen eines Gedichtes an, indem er ihm „ästhetisierende Leichenschändung“ vorwarf, worauf Möller zu einem Fronteinsatz abkommandiert wurde. Hagen wurde im März 1943 bei der „Ersatzbrigade Groß-Deutschland“ in Cottbus zum Leutnant befördert.
Ab Januar 1942 war er im Reichsministerium für Volksaufklärung und Propaganda u. a. für staatsfeindliches Schrifttum, das Verbotswesen, die Kontrolle der Bucheinfuhr und die Nationalbibliographie zuständig, wobei er dem Hauptamtsleiter Karl Heinz Hederich als Referent unterstand. Für ein Jahr sollte er 1944 bei der Parteikanzlei eine Studie der deutschen Literaturgeschichte erstellen.
Kurze Zeit später wurde er aufgrund seiner Verwundung Ordonnanzoffizier beim Stab des Berliner Wachbataillons „Großdeutschland“. Als Leutnant unter Otto Ernst Remer trug er durch die Nichtausführung der Walküre-Befehle durch die Herstellung einer Verbindung zwischen Remer und Goebbels maßgeblich dazu bei, den Aufstand vom 20. Juli 1944 niederzuschlagen, weshalb man ihn noch im August 1944 zum Hauptmann beförderte.

## Nach 1945
Im Zusammenhang mit der Beteiligung zum 20. Juli 1944 wurde er vor Gericht gestellt, jedoch nicht verurteilt. Er arbeitete u. a. als Redakteur bei den Zeitungen Deutsche Wochenzeitung und Deutsche Nachrichten, die von der NPD herausgegeben wurde. Weiterhin war Hagen im neonazistischen Deutschen Kulturwerk Europäischen Geistes (DKEG) und in der rechtsextremen Gesellschaft für freie Publizistik tätig. 1958 veröffentlichte er ein autobiographisches Buch über die Geschehnisse vom 20. Juli 1944 namens Zwischen Eid und Befehl.
1960 erhielt er den „Ehrenring der deutschen Dichtung“ des DKEG. Nachdem er sich um den kulturellen Aufbau der Münchener Burschenschaft Arminia verdient gemacht hatte, wurde er 1962 Mitglied derselben.

## Schriften
- Rilkes Umarbeitungen. Ein Beitrag zur Psychologie seines dichterischen Schaffens – Form und Geist. Leipzig 1931, (Arbeiten zur germanischen Philologie Bd. 24).
- Deutsche Dichtung in der Entscheidung der Gegenwart. Berlin 1938.
- Der Schicksalsweg der deutschen Dichtung. Berlin 1938.
- Durchbruch zur neuen Mitte. Drei Studien zur Überwindung der Kultur-Krise. München 1957.
- Zwischen Eid und Befehl. Tatzeugenbericht von den Ereignissen am 20. Juli 1944. München 1958.
- Unvergeßliche Bilder. Deutsche Maler aus sechs Jahrhunderten. Leoni am Starnberger See 1959.
- Musikalisches Opfer. Ein Altar in Worten mit vier Seitentafeln um den Mittelschrein. München 1960.
- Ein Blick hinter die Dinge. Die tiefere Oktave. Zwölf Begegnungen. München 1962.
- Ein Beispiel der Befreiung. München 1967.

## Referenzen
- Helge Dvorak: Biographisches Lexikon der Deutschen Burschenschaft. Band I: Politiker. Teilband 2: F–H. Winter, Heidelberg 1999, ISBN 3-8253-0809-X, S. 223–224.
- Nationale Front der DDR (Hrsg.): Braunbuch. Kriegs- und Naziverbrecher in der Bundesrepublik und in Westberlin. Staat, Wirtschaft, Armee, Verwaltung, Justiz, Wissenschaft. 3. überarbeitete und erweiterte Auflage. Staatsverlag der DDR, Berlin 1968.
- Hans Sarkowicz, Alf Mentzer: Literatur in Nazi-Deutschland. Ein biografisches Lexikon. Erweiterte und überarbeitete Neuausgabe. Europa-Verlag, Hamburg 2002, ISBN 3-203-82030-7.